# Parc national Los Haitises
Le parc national Los Haitises est un parc national au nord-est de la République dominicaine, qui s'étend de la baie de San Lorenzo à la zone sud et sud-ouest de la baie de Samaná qui en fait partie, sur une superficie de 208 km². Haïti signifie en langue taïno « zone montagneuse ».  Les Tainos étant les premiers habitants de l'île et leurs grottes conservées témoignent de leur présence.

## Géologie
Il s'agit d'une formation datant du Miocène qui a été submergée puis a émergé au cours de différents mouvements tectoniques. Le parc porte ce nom en raison de sa topographie irrégulière faite de nombreuses collines (tapis de « mamelons karstiques ») impénétrables de pierre calcaire d'environ 500 mètres de haut. De nombreuses cavernes communiquent entre elles.

## Faune et flore
En dépit d'un sol pauvre, les pluies fréquentes et la forte humidité ont permis le développement d'une végétation typique de la forêt humide subtropicale. Ce parc est un dédale végétal impressionnant de fjords profonds qui se perdent dans des forêts de mangroves et de lianes. Cette réserve présente de nombreuses variétés précieuses d'arbres qui vont du cèdre à l'acajou ou du palétuvier. 
Ce parc est également riche par sa faune, notamment par la présence du manati (trichechus manatus), le Solenodonte un petit mammifère insectivore originaire de l’île et les chauves-souris dans les grottes. Entre les reptiles l’on trouve la présence du boa (Epicrates striatus), et plusieurs espèces de tortues marines. et 110 espèces des 270 espèces de poissons répertoriées en République Dominicaine. Dans l'île aux oiseaux, il n'est pas rare observer des pélicans, des perroquets, ou encore des coqs d'eau dont certaines espèces sont en voie d'extinction.

## Accès
Les visites de ce parc se font par la voie d'eau à partir de la Sabana, de Samaná ou de Sanchez.

## Art Tainos
L'intérieur du parc est presque inaccessible, mais depuis la baie de Samaná on peut accéder à de nombreuses plages du parc. De ces plages on peut accéder à de nombreuses grottes qui contiennent quelques statues Tainos mais surtout de nombreux pétroglyphes Tainos.

Pétroglyphes Tainos
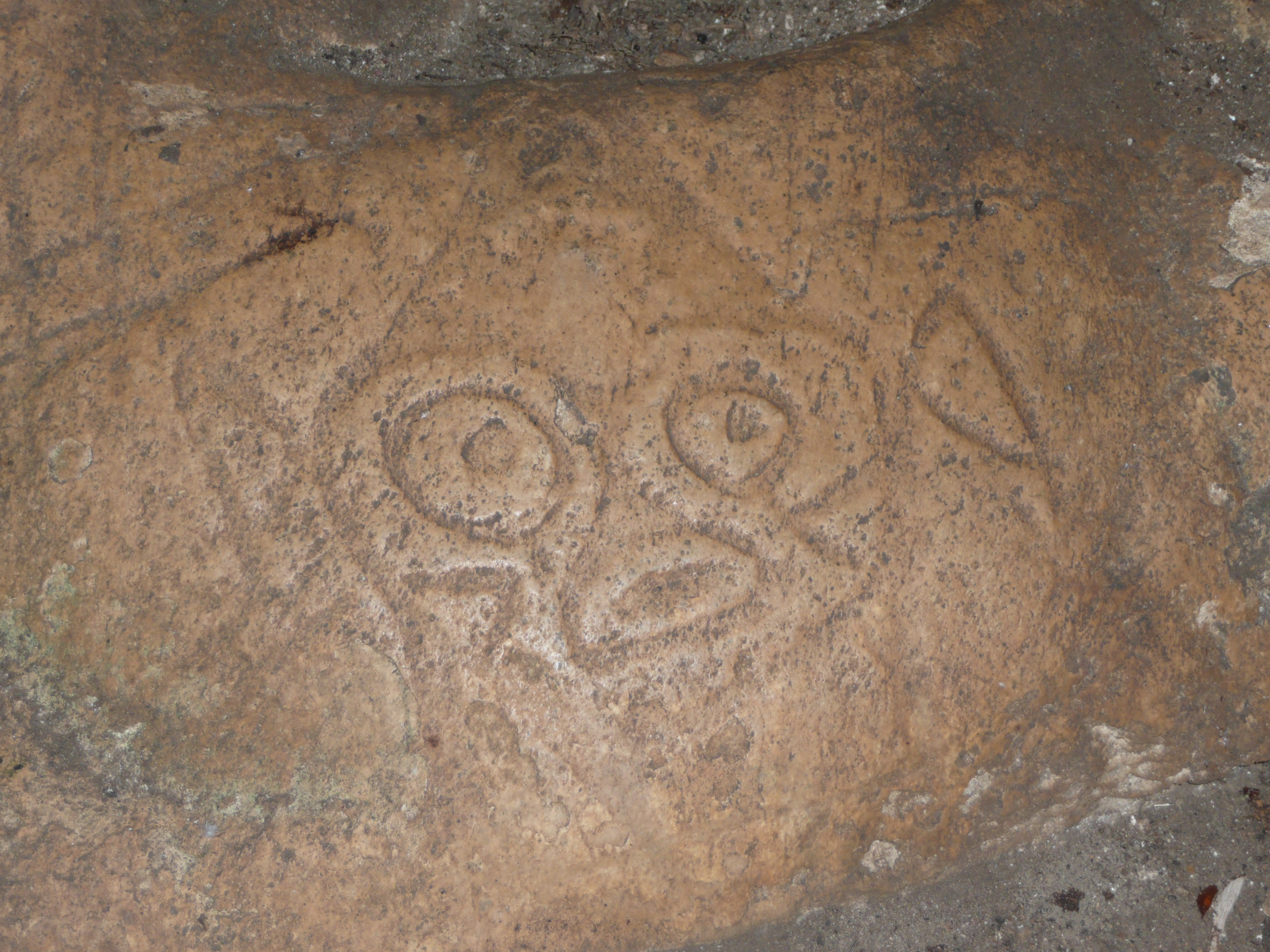
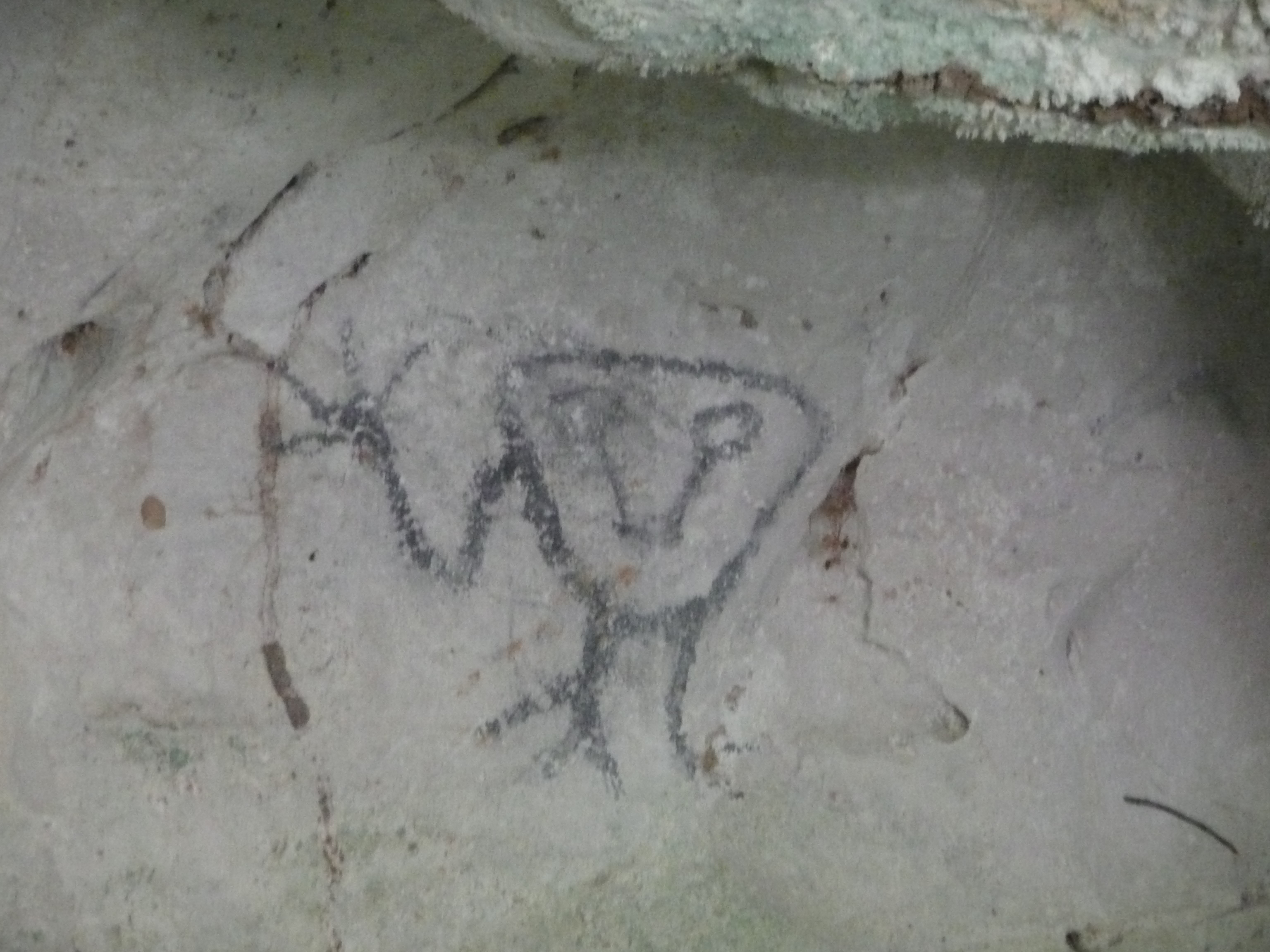
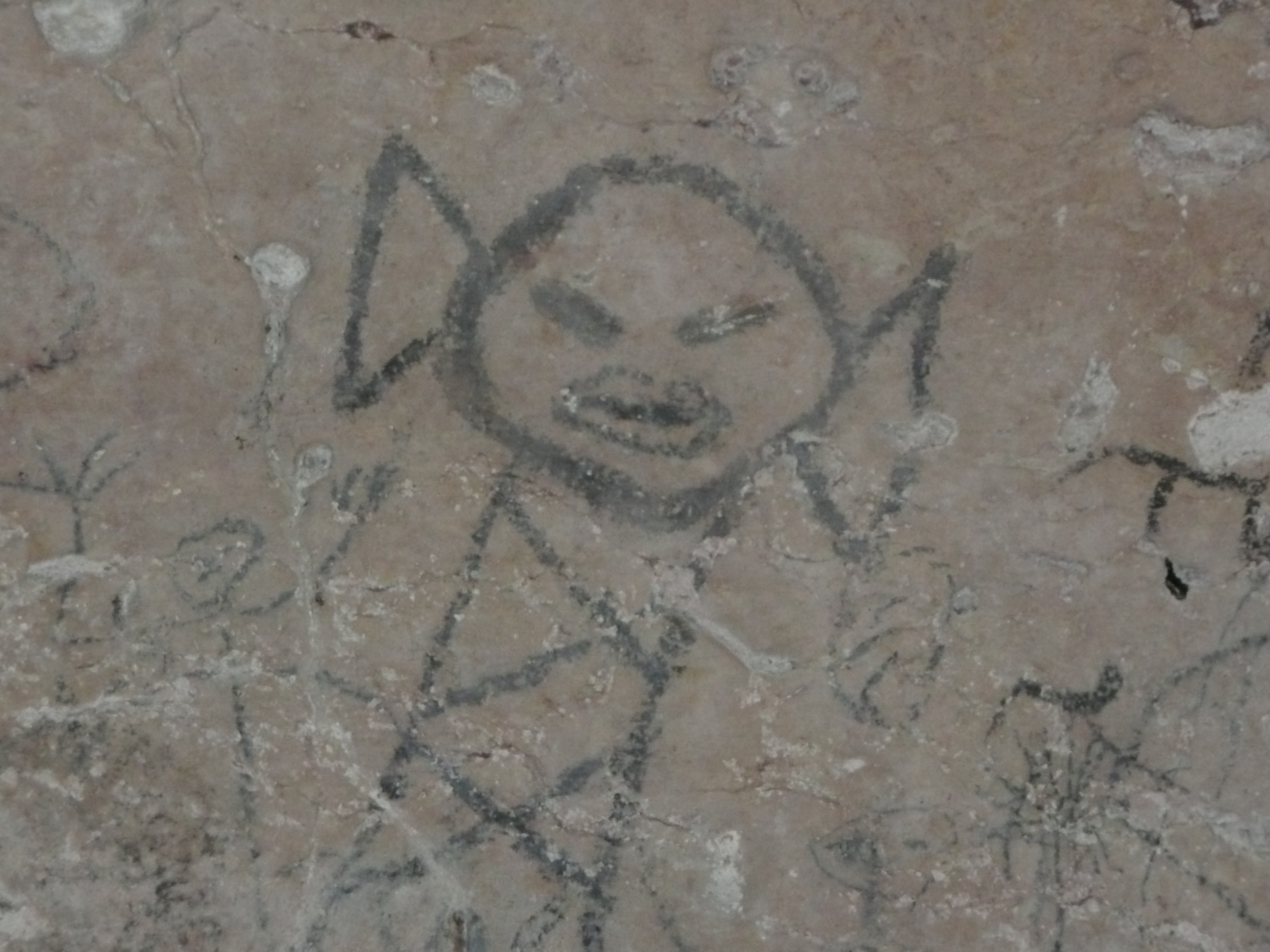
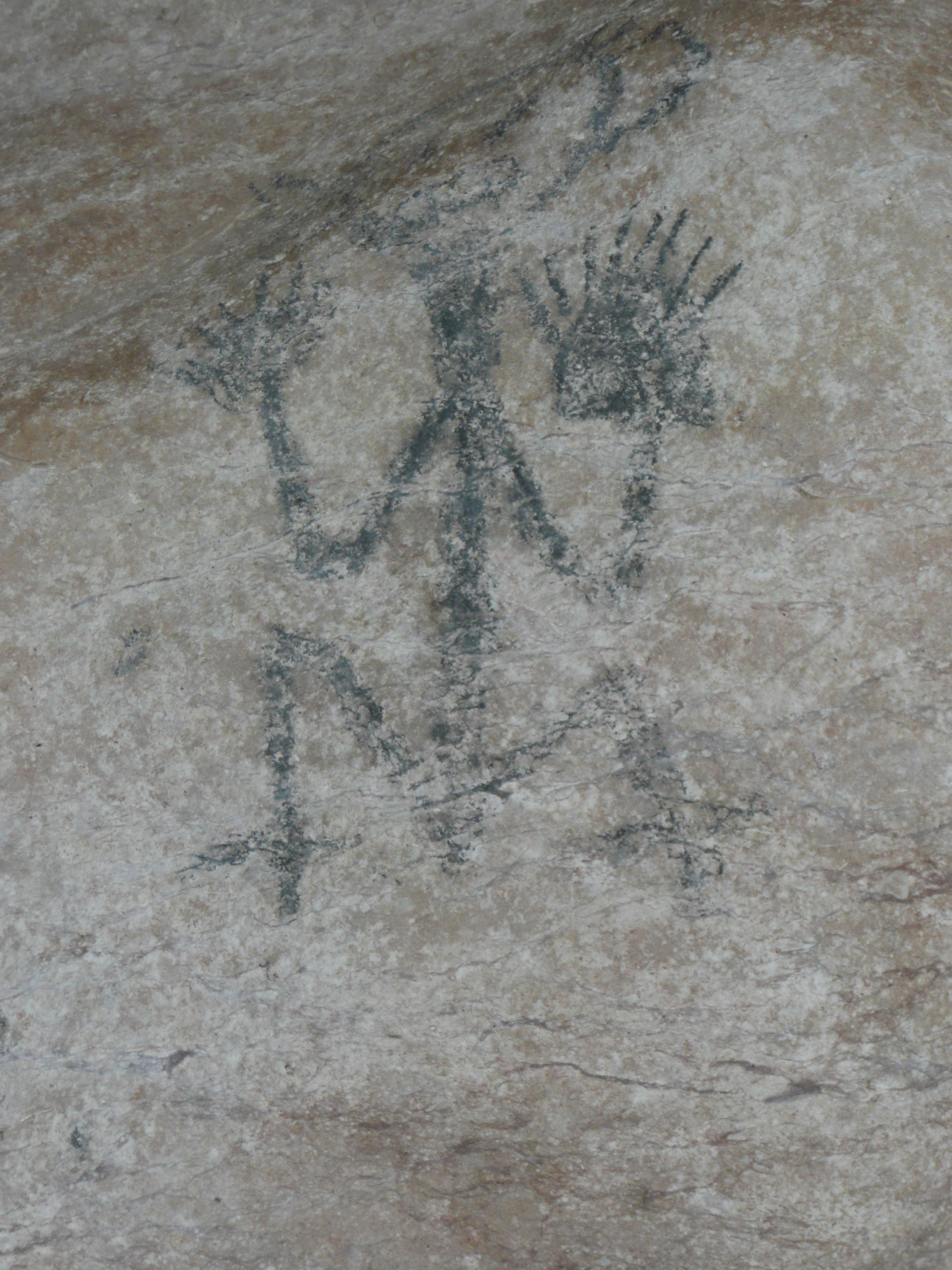

Statues Tainos
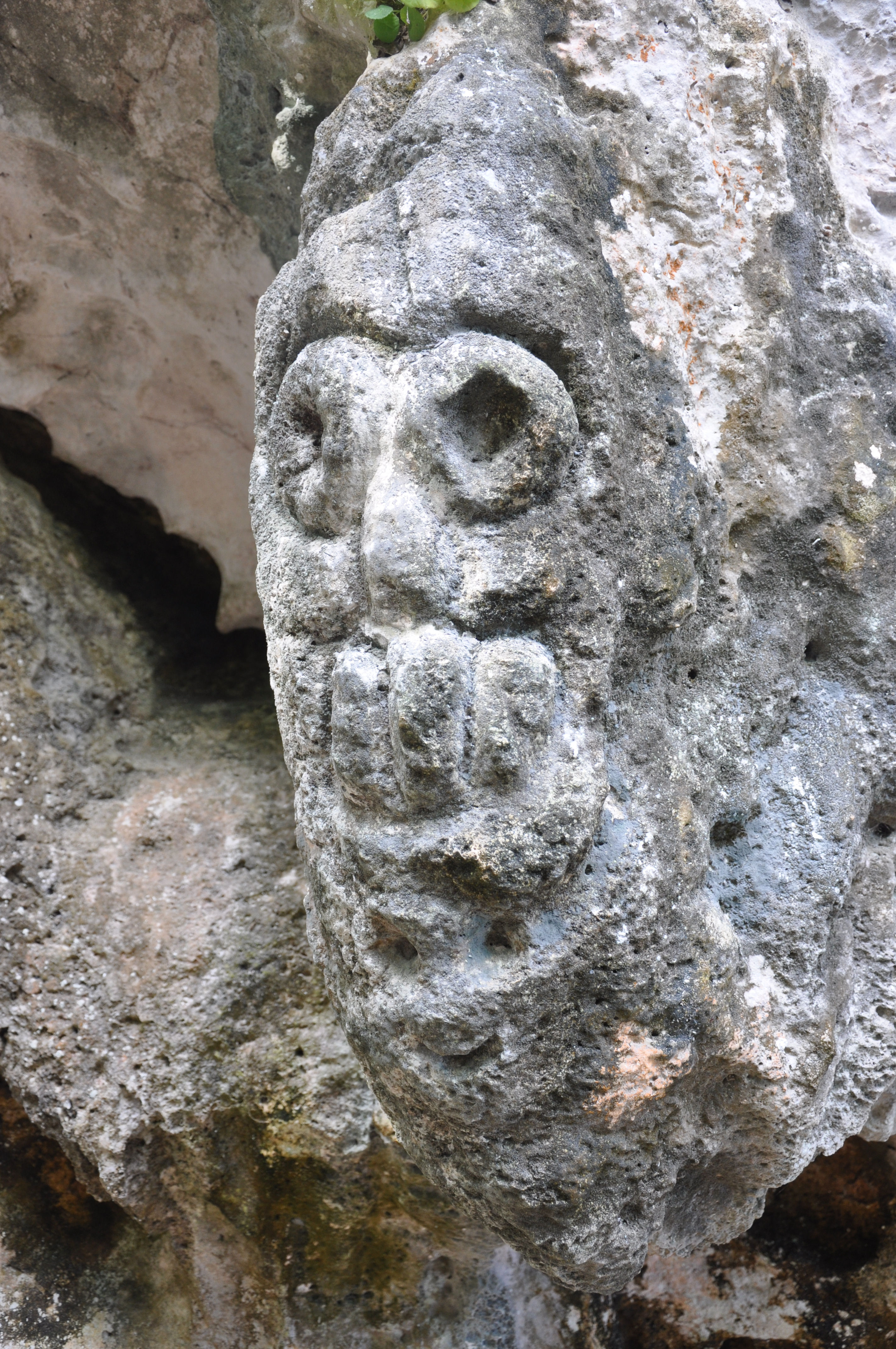
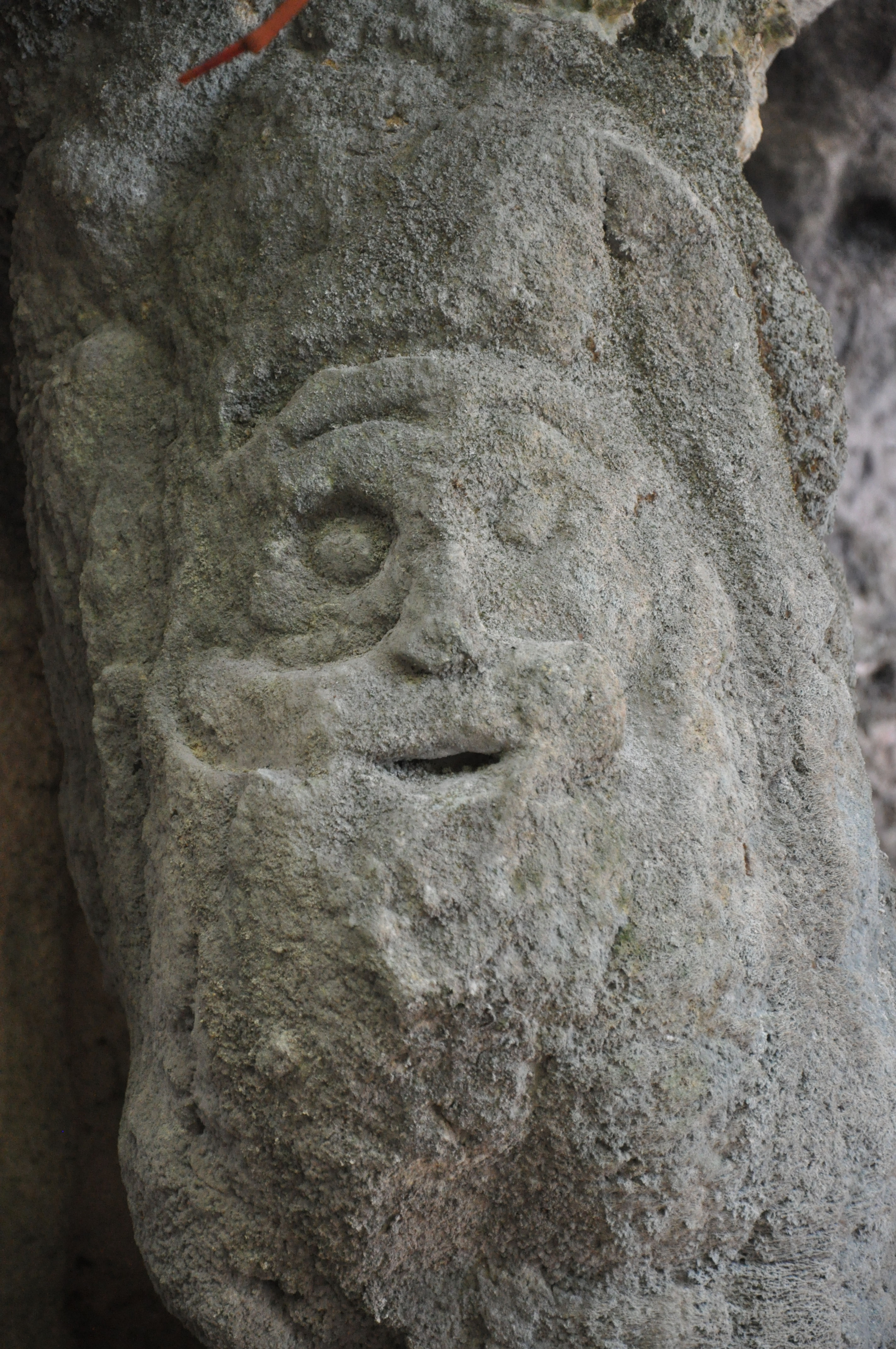